# Paul McGrath (atleta)
Paul McGrath (Gavà, 7 marzo 2002) è un marciatore spagnolo, vicecampione continentale a Roma 2024.

## Biografia
McGrath è nato e cresciuto a Barcellona. Ha madre spagnola, padre scozzese e nonni irlandesi. Suo padre James è originario di Glasgow e appassionato di calcio; di conseguenza, McGrath è tifoso del Celtic e abbonato stagionale del club della Scottish Premiership.

### Carriera
Si è messo in mostra a livello giovanile al XV Festival olimpico estivo della gioventù europea di Baku 2019, dove ha vinto la medaglia d'argento nella marcia 10.000 m, treminado alle spalle dell'italiano Gabriele Gamba.
Agli europei under 20 a Tallinn 2021, vincendo l'oro nella marcia 10.000 m. Si è classificato terzo ai mondiali under 20 di Nairobi 2021 sempre nella marcia 10.000 m.
Il 13 febbraio 2022 si è classificato terzo nella 20 km di marcia ai campionati spagnoli assoluti a Pamplona.
Ha vinto la medaglia d'oro agli europei under 23 di Espoo 2023 nella marcia 20 km, realizzando il primato personale di 1h21'03".
Nell'aprile 2024 ha vinto la medaglia d'argento nella 20 km ai Campionati del mondo a squadre di marcia ad Adalia 2024, alle spalle dello svedese Perseus Karlström. Nello stesso mese ha vinto il titolo nazionale spagnolo nella 20 km di marcia, stabilendo il primato personale di 1h17'55" a Zaragoza, terza prestazione spagnola di sempre.
Agli europei di Roma 2024 ha ottenuto la medaglia d'argento, concludendo la gara alle spalle dello svedese Perseus Karlström.
Ha rappresentato la Spagna ai Giochi olimpici estivi di Parigi 2024; nonostante fosse tra i primi in classifica nelle fasi iniziali della marcia 20 km, si è classificato 17º, con il tempo di 1h20'32".
Ha vinto il suo primo titolo continentale a livello seniores il 18 maggio 2025 nella 20 km di marcia maschile ai Campionati europei a squadre di marcia di Podebrady 2025, in cui ha realizzato il record dei campionati grazie al tempo 1h18'05 e guidato la Spagna alla vittoria del titolo a squadre.

## Palmarès
| Anno | Manifestazione                                  | Sede    | Evento         | Risultato | Prestazione | Note |
| ---- | ----------------------------------------------- | ------- | -------------- | --------- | ----------- | ---- |
| 2018 | Europei U18                                     | Győr    | Marcia 10000 m | 6º        | 46'03"17    |      |
| 2019 | Festival olimpico estivo della gioventù europea | Baku    | Marcia 10000 m | Argento   | 45'51"64    |      |
| 2021 | Europei U20                                     | Tallinn | Marcia 10000 m | Oro       | 42'32"19    |      |
| 2021 | Mondiali U20                                    | Nairobi | Marcia 10000 m | Bronzo    | 42'26"11    |      |
| 2023 | Europei U23                                     | Espoo   | Marcia 20 km   | Oro       | 1h'21'03"   |      |
| 2024 | Europei                                         | Roma    | Marcia 20 km   | Argento   | 1h19'31"    |      |
| 2024 | Giochi olimpici                                 | Parigi  | Marcia 20 km   | 17º       | 1h20'32"    |      |